# 幻想萬華鏡 ~The Memories Of Phantasm~
《幻想萬華鏡 ~The Memories Of Phantasm~》，是同人社團滿福神社創作的東方Project二次創作同人動畫，於2011年開始推出，其音樂由幽閉星光負責制作。
本動畫並非東方的官方動畫化，亦不是商業動畫，現時只有《春雪異變章》,《紅霧異變章（前篇）》,《紅霧異變章（中篇）》,《紅霧異變章（後篇）》,《花之異變之章（前篇）》,《花之異變之章（後篇）》，《巨大妖怪傳說之章》，《永夜異變之章（前篇）》，《永夜异变之章（中篇）》，《永夜异变之章（后篇①）》，《永夜异变之章（后篇②）》，《試膽大會之章（前篇）》，《試膽大會之章（后篇）》，《妖怪之山決戰之章（前篇）》,《妖怪之山決戰之章（中篇）》，《妖怪之山決戰之章（後篇①）》，《妖怪之山決戰之章（後篇②）》17話以及最終話灵梦暗杀计划之章，除此之外的其他僅為PV。儘管如此，《春雪異變章》在發佈前即被東方Project愛好者賦與了很高的期望，其音樂亦受到不少好評。

## 音樂
（PV）——后作为《春雪異變章》、《巨大妖怪傳說之章》、《妖怪之山決戰之章》的片頭曲使用
- 音乐取材：東方風神錄
- 画面取材：東方紅魔鄉
- 歌曲：
- 发布：2010-09-19（博麗神社例大祭SP1）

片頭曲和片尾曲均由Iceon編曲、填詞、senya或Marcia演唱。
（PV）——后作为《紅霧異變章》的片頭曲使用
- 故事取材：東方地靈殿
- 歌曲：
- 发布：2011-12-30（C81）

（PV）——后作为《花之異變之章》的片頭曲使用
- 故事取材：東方花映塚
- 歌曲：
- 发布：2012-05-27（第九回博麗神社例大祭）

（PV）——后作为《永夜異變之章》、《試膽大會之章》的片頭曲使用
- 故事取材：東方永夜抄
- 歌曲：
- 发布：2012-08-11（C82）

## 作品
第1話：春雪異變章（春雪異変の章）
- 故事取材：東方妖妖夢
- 片頭曲：
- 片尾曲：Opposite World
- 发布：2011-08-13（C80）

第2話：紅霧異變章（前篇）（紅霧異変の章（前編））
- 故事取材：東方紅魔鄉&東方地靈殿
- 片頭曲：
- 片尾曲：
- 發佈：2013-05-26（第十回博麗神社例大祭）

第3話：紅霧異變章（中篇）（紅霧異変の章（中編））
- 故事取材：東方紅魔鄉&東方地靈殿
- 片頭曲：
- 片尾曲：
- 發佈：2013-12-30（C85）

第4話：紅霧異變章（后篇）（紅霧異変の章（后編））
- 故事取材：東方紅魔鄉&東方地靈殿
- 片頭曲：
- 片尾曲：
- 發佈：2014-05-11（第十一回博麗神社例大祭）

第5話：花之異變之章（前篇）（花の異変の章（前編））
- 故事取材：東方花映塚
- 片頭曲：
- 片尾曲：
- 發佈：2015年5月19日（滿福神社ファン(愛好者)感謝祭暨東方樂祭）

第6話：花之異變之章（後篇）（花の異変の章（後編））
- 故事取材：東方花映塚
- 片頭曲：
- 片尾曲：
- 發佈：2015-10-18（第二回博麗神社秋季例大祭）

第7話：巨大妖怪傳說之章（巨大妖怪伝説の章）
- 故事取材：東方非想天則
- 片頭曲：
- 片尾曲：
- 發佈：2016-05-21（第十三回博麗神社例大祭）

第8話：永夜異變之章（前篇）（永夜異変の章（前編））
- 故事取材：東方永夜抄
- 片頭曲：
- 片尾曲：
- 發佈：2016-12-29（C91）

第9話：永夜異變之章（中篇）（永夜異変の章（中編））
- 故事取材：東方永夜抄
- 片頭曲：
- 片尾曲：
- 發佈：2017-08-11（C92）

第10話：永夜異變之章（后篇①）（永夜異変の章（後編①））
- 故事取材：東方永夜抄
- 片頭曲：
- 片尾曲：
- 發佈：2017-12-29（C93）

第11話：永夜異變之章（后篇②）（永夜異変の章（後編②））
- 故事取材：東方永夜抄
- 片頭曲：
- 片尾曲：
- 發佈：2018-05-06（第十五回博麗神社例大祭）

第12話：試膽大會之章（前篇）（肝試しの章（前編））
- 故事取材：東方永夜抄
- 片頭曲：
- 片尾曲：
- 發佈：2018-12-30（C95）

第13話：試膽大會之章（后篇）（肝試しの章（後編））
- 故事取材：東方永夜抄
- 片頭曲：
- 片尾曲：
- 發佈：2019-05-05（第十六回博麗神社例大祭）

第14話：妖怪之山決戰之章（前篇）（妖怪の山決戦の章（前編））
- 故事取材：東方風神錄
- 片頭曲：
- 片尾曲：
- 發佈：2019-12-31（C97）

第15話：妖怪之山決戰之章（中篇）（妖怪の山決戦の章（中編））
- 故事取材：東方永夜抄
- 片頭曲：
- 片尾曲：
- 發佈：2020-09-15

第16話：妖怪之山決戰之章（後篇①）（妖怪の山決戦の章（後編①））
- 故事取材：東方風神錄
- 片頭曲：
- 片尾曲：
- 發佈：2021-04-28

第17話：妖怪之山決戰之章（後篇②）（妖怪の山決戦の章（後編②））
- 故事取材：東方風神錄
- 片頭曲：
- 片尾曲：
- 發佈：2022-03-20（博麗神社例大祭 in ）

最終話：灵梦暗杀计划之章（霊夢暗殺計画の章）
- 故事取材：原创
- 片頭曲：月に叢雲華に風（原曲：ラストリモート）
- 片尾曲：永遠の都で（原曲：竹取飛翔　〜 Lunatic Princess / ヴォヤージュ1969）
- 發佈：2023年5月7日（第二十回博麗神社例大祭）

## 主題曲
片頭曲
（第1話、第7話、第14話～第17話）
作詞：かませ虎，編曲：Iceon，主唱：senya
原曲：
（第2話～第4話）
作詞：かませ虎，編曲：Iceon，主唱：senya
原曲：
（第5話～第6話）
作詞：かませ虎，編曲：Iceon，主唱：senya
原曲：
（第8話～第13話）
作詞：かませ虎，編曲：Iceon、Hizumi，主唱：senya
原曲：、
片尾曲
（第1話）
作詞：かませ虎，編曲：Iceon，主唱：senya
原曲：
（第2話）
作詞：かませ虎，編曲：Iceon，主唱：senya
原曲：
（第3話）
作詞：かませ虎，編曲：Iceon，主唱：senya
原曲：
（第4話）
作詞：かませ虎，編曲：Iceon，主唱：senya
原曲：
（第5話）
作詞：かませ虎，編曲：Hizumi，主唱：senya
原曲：
（第6話）
作詞：かませ虎，編曲：Iceon，主唱：senya
原曲：
（第7話）
作詞：かませ虎，編曲：Hizumi，主唱：senya
原曲：
（第8話）
作詞：かませ虎，編曲：Hizumi，主唱：senya
原曲：
（第9話）
作詞：かませ虎，編曲：神奈森ユウ、Hizumi，主唱：兎明
原曲：
（第10話）
作詞：かませ虎，編曲：神奈森ユウ、Hizumi，主唱：senya
原曲：
（第11話）
作詞、編曲：奥山ナマリ，主唱：senya
原曲：
（第12話）
作詞：かませ虎，編曲：Iceon，主唱：senya
原曲：、
（第13話）
作詞、主唱：senya，編曲：Iceon
原曲：、
（第14話）
作詞：かませ虎，編曲：Iceon，主唱：senya、Marcia
原曲：
（第15話）
作詞：Marcia，編曲：Iceon，主唱：Marcia
原曲：
（第16話）
作詞：Marcia，編曲：Iceon，主唱：Marcia
原曲：
（第17話）
作詞：Marcia，編曲：Iceon，主唱：Marcia
原曲：

## 各話列表
| 話數 | 日文標題 | 中文標題                  | 腳本     | 分鏡   | 作畫監督 | 原作         | 發布日期       |
| ---- | -------- | ------------------------- | -------- | ------ | -------- | ------------ | -------------- |
| 1    |          | 春雪異變之章              | トミー朕 | 蕨抜六 | るなむー | 東方妖妖夢   | 2011年8月13日  |
| 2    |          | 紅霧異變之章（前篇）      | トミー朕 | 蕨抜六 | るなむー | 東方紅魔鄉   | 2013年5月26日  |
| 3    |          | 紅霧異變之章（中篇）      | トミー朕 | 蕨抜六 | るなむー | 東方紅魔鄉   | 2013年12月29日 |
| 4    |          | 紅霧異變之章（後篇）      | トミー朕 | 蕨抜六 | るなむー | 東方紅魔鄉   | 2014年11月24日 |
| 5    |          | 花之異變之章（前篇）      | トミー朕 | 蕨抜六 | るなむー | 東方花映塚   | 2015年5月19日  |
| 6    |          | 花之異變之章（後編）      | トミー朕 | 蕨抜六 | るなむー | 東方花映塚   | 2015年10月18日 |
| 7    |          | 巨大妖怪傳說之章          | トミー朕 | 蕨抜六 | るなむー | 東方非想天則 | 2016年5月21日  |
| 8    |          | 永夜異變之章（前篇）      | トミー朕 | 蕨抜六 | るなむー | 東方永夜抄   | 2016年12月29日 |
| 9    |          | 永夜異變之章（中篇）      | トミー朕 | 蕨抜六 | るなむー | 東方永夜抄   | 2017年8月11日  |
| 10   |          | 永夜異變之章（後篇①）     | トミー朕 | 蕨抜六 | るなむー | 東方永夜抄   | 2017年12月29日 |
| 11   |          | 永夜異變之章（後篇②）     | トミー朕 | 蕨抜六 | るなむー | 東方永夜抄   | 2018年5月6日   |
| 12   |          | 試膽大會之章（前篇）      | トミー朕 | 蕨抜六 | るなむー | 東方永夜抄   | 2018年12月30日 |
| 13   |          | 試膽大會之章（後篇）      | トミー朕 | 蕨抜六 | るなむー | 東方永夜抄   | 2019年5月5日   |
| 14   |          | 妖怪之山決戰之章（前篇）  | トミー朕 | 蕨抜六 | るなむー | 東方風神錄   | 2019年12月31日 |
| 15   |          | 妖怪之山決戰之章（中篇）  | トミー朕 | 蕨抜六 | るなむー | 東方風神錄   | 2020年9月15日  |
| 16   |          | 妖怪之山決戰之章（後篇①） | トミー朕 | 蕨抜六 | るなむー | 東方風神錄   | 2021年4月28日  |
| 17   |          | 妖怪之山決戰之章（後篇②） | トミー朕 | 蕨抜六 | るなむー | 東方風神錄   | 2022年3月24日  |
| 最终 |          | 灵梦暗杀计划之章          | トミー朕 | 蕨抜六 | るなむー | 原创         | 2023年5月7日   |

## 外部連結
- 官方网站
- YouTube上的滿福神社頻道